# Liste der Bodendenkmäler in Stiefenhofen
Auf dieser Seite sind die Bodendenkmäler in der schwäbischen Gemeinde Stiefenhofen zusammengestellt. Diese Tabelle ist eine Teilliste der Liste der Bodendenkmäler in Bayern. Grundlage ist die Bayerische Denkmalliste, die auf Basis des Bayerischen Denkmalschutzgesetzes vom 1. Oktober 1973 erstmals erstellt wurde und seither durch das Bayerische Landesamt für Denkmalpflege geführt wird. Die folgenden Angaben ersetzen nicht die rechtsverbindliche Auskunft der Denkmalschutzbehörde.

## Bodendenkmäler der Gemeinde Stiefenhofen

### Bodendenkmäler in der Gemarkung Grünenbach
| Lage                  | Objekt                       | Akten-Nr.     | Bild |
| --------------------- | ---------------------------- | ------------- | ---- |
| Grünenbach (Standort) | Mittelalterlicher Burgstall. | D-7-8325-0034 |      |

### Bodendenkmäler in der Gemarkung Harbatshofen
| Lage                                   | Objekt                                                            | Akten-Nr.     | Bild               |
| -------------------------------------- | ----------------------------------------------------------------- | ------------- | ------------------ |
| Harbatshofen Berbruggen (Standort)     | Mittelalterlicher Burgstall. Siehe auch: Burgstall Alt-Ellhofen   | D-7-8425-0005 | weitere Bilder     |
| Harbatshofen Hertnegg (Standort)       | Mittelalterlicher Burgstall. Siehe auch: Burgstall Hertnegg       | D-7-8425-0006 | Burgstall Hertnegg |
| Harbatshofen Isenbretshofen (Standort) | Mittelalterlicher Burgstall. Siehe auch: Burgstall Isenbretshofen | D-7-8425-0007 |                    |

### Bodendenkmäler in der Gemarkung Stiefenhofen
| Lage                                | Objekt | Akten-Nr.     | Bild           |
| ----------------------------------- | --- | ------------- | -------------- |
| Stiefenhofen Hauptstraße (Standort) | Mittelalterliche und frühneuzeitliche Befunde im Bereich der katholischen Pfarrkirche St. Martin. Siehe auch: St. Martin (Stiefenhofen). | D-7-8426-0011 | weitere Bilder |
| Stiefenhofen Genhofen (Standort)    | Mittelalterliche und frühneuzeitliche Befunde im Bereich der katholischen Filialkirche St. Stephan.                                      | D-7-8426-0013 | weitere Bilder |